# Памятник на могиле жертв фашизма
Памятник на могиле жертв фашизма — памятник в селе Осташево Витебской области. Находится в центре деревни.

## Описание
В могиле захоронены жители, замученные и сожженные немецкими войсками 30 сентября 1943 года. В 1983 году на могиле был установлен памятник – плоская вертикальная стела над стилизованным фронтоном дома. На фронтальной плоскости стелы скульптурное изображение охваченных пламенем женщины с ребенком. В завершении — 4 вертикальные пилоны, между которыми укреплен три колокола. По обеим сторонам стелы — две наклоненные плиты с именами погибших..
Автор архитектурной композиции — А. Стаблецкий.